# 橋川渉
橋川 渉（はしかわ わたる、1949年〈昭和24年〉2月12日 - ）は、日本の政治家。滋賀県草津市長（5期）。

## 来歴
福井市出身。大学進学と同時に家族と草津市に転居。1973年（昭和48年）3月、京都大学文学部卒業。同年4月、草津市役所に入所。企画部長や政策推進部長などを務めた。
2008年（平成20年）2月24日に行われた草津市長選挙に民主党、社民党、嘉田由紀子知事の政治団体「対話の会」の推薦を受けて無所属で出馬。自由民主党の支持を受けた現職の伊庭嘉兵衞を僅差で破り、初当選した（橋川：17,584票、伊庭：17,281票）。投票率は38.50％だった。3月21日、市長就任。
2012年（平成24年）2月、無投票で2期目の当選。2016年（平成28年）、連合滋賀の推薦を得て市長選に出馬し、3選。2020年（令和2年）2月、無投票で4期目の当選。
2024年（令和6年)2月、無投票で5期目の当選。

## 政策・主張
- 2008年（平成20年）の市長選においては、東海道本線（琵琶湖線）南草津駅への新快速停車を公約に掲げた。多数の署名を集めJR西日本に掛け合ったところ、2010年（平成22年）12月にJR西日本は「2011年3月12日ダイヤ改正より新快速が終日停車」と発表。選挙公約は実現した[7]。
- 2020年（令和2年）5月18日、新型コロナウイルス対策費に充てるため、守山市、栗東市、野洲市の3市長と合同で自身の6月期末手当を全額返上すると発表した。副市長と教育長も同様に返上する[8]。